# Beschichtungstechnik
Verfahrensmechaniker für Beschichtungstechnik beschichten mit verschiedenen Applikationsverfahren Oberflächen aus Metall sowie Holz oder Kunststoff zu dekorativen oder funktionellen Zwecken, hauptsächlich mit Lacken. 
Die Betriebe der Beschichtungstechnik finden sich in allen Branchen, in denen Güter aus Metallen oder Kunststoffen hergestellt werden, z. B. in der Fahrzeugindustrie sowie in der Apparate- und Geräteherstellung, aber auch z. B. in der Möbelindustrie, in der überwiegend Holz und Holzwerkstoffe sowie Kunststoffe beschichtet werden.